# Knobbelsalamanders
Knobbelsalamanders (Chiropterotriton) zijn een geslacht van salamanders uit de familie longloze salamanders (Plethodontidae). De groep werd voor het eerst wetenschappelijk beschreven door Edward Harrison Taylor in 1944.
De salamanders danken hun naam aan de verdikte klieren aan de zolen van de handen en voeten. De meeste soorten blijven klein en bereiken een lichaamslengte van 5 tot 10 centimeter.
Er zijn vijftien soorten inclusief de pas in 2015 wetenschappelijk beschreven soorten Chiropterotriton cieloensis en Chiropterotriton infernalis. Alle soorten komen voor in delen van Midden-Amerika en leven endemisch zijn in Mexico. Knobbelsalamanders zijn bergbewoners die leven op een hoogte van 2000 tot 3000 meter boven zeeniveau. Er zijn zowel bodembewoners als klimmende soorten, sommige leven in grotten.

## Taxonomie
Geslacht Chiropterotriton
- Soort Chiropterotriton arboreus
- Soort Chiropterotriton chiropterus
- Soort Chiropterotriton chondrostega
- Soort Chiropterotriton cieloensis
- Soort Chiropterotriton cracens
- Soort Chiropterotriton dimidiatus
- Soort Chiropterotriton infernalis
- Soort Chiropterotriton lavae
- Soort Chiropterotriton magnipes – Grootvoetknobbelsalamander
- Soort Chiropterotriton miquihuanus
- Soort Chiropterotriton mosaueri
- Soort Chiropterotriton multidentatus
- Soort Chiropterotriton orculus
- Soort Chiropterotriton priscus
- Soort Chiropterotriton terrestris